# أوكوتة خورخي اسكوبارية
الأوكوتة الخورخي اسكوبارية (الاسم العلمي:Ocotea jorge-escobarii) هي نوع من النباتات تتبع جنس الأوكوتة من الفصيلة الغارية.